# Götzen (Schotten)
Götzen ist ein Stadtteil von Schotten im mittelhessischen Vogelsbergkreis.

## Geographie
Der Ort liegt am Westrand des Vogelsberges nordöstlich des Hauptortes Schotten. Am östlichen Ortsrand verläuft die Bundesstraße 276, durch den Ort die Landesstraße 3139.

## Geschichte

### Ortsgeschichte
Die älteste bekannte schriftlich Erwähnung von Götzen erfolgte am 7. September 1326 als zu deme Gezen. Der Ortsname änderte sich von Gitzenem, Gitzen und Goetzen zu Götzen. Bereits 1604 wurde eine Schule erwähnt. Der letzte Neubau erfolgte 1912/13. Im Jahre 1970 wurde die Schule geschlossen und zum Dorfgemeinschaftshaus umgebaut.
Die Statistisch-topographisch-historische Beschreibung des Großherzogthums Hessen berichtet 1830 über Götzen:

„Götzen (L. Bez. Schotten) evangel. Filialdorf; liegt im Vogelsberg 1⁄2 St. von Schotten, hat 46 Häuser und 255 evangelische Einwohner, unter welchen sich 17 Bauern, so wie 11 Leineweber. 1 Schmidt und 1 Wagner befinden.“

Hessische Gebietsreform (1970–1977)
Zum 1. Dezember 1970 wurde die bis dahin selbständige Gemeinde Götzen im Zuge der Gebietsreform in Hessen auf freiwilliger Basis in die Stadt Schotten eingegliedert. Für den Stadtteil Götze wurde ein Ortsbezirk errichtet.

### Verwaltungsgeschichte im Überblick
Die folgende Liste zeigt die Staaten und Verwaltungseinheiten, denen Götzen angehört(e):
- vor 1567: Heiliges Römisches Reich, Landgrafschaft Hessen, Amt Schotten
- ab 1567: Heiliges Römisches Reich, Amt Schotten (Söhne der Margarethe von der Saale)[10]
- ab 1584: Heiliges Römisches Reich, Landgrafschaft Hessen-Darmstadt,  Amt Schotten[11]
- 1787: Heiliges Römisches Reich, Landgrafschaft Hessen-Darmstadt, Oberfürstentum Hessen, Amt Schotten[12]
- ab 1806: Großherzogtum Hessen,[Anm. 2] Fürstentum Oberhessen, Amt Schotten und Stornfels[13][14]
- ab 1815: Großherzogtum Hessen, Provinz Oberhessen, Amt und Gericht Schotten und Stornfels[15]
- ab 1821: Großherzogtum Hessen, Provinz Oberhessen, Landratsbezirk Schotten[16][Anm. 3]
- ab 1832: Großherzogtum Hessen, Provinz Oberhessen, Kreis Nidda
- ab 1848: Großherzogtum Hessen, Regierungsbezirk Nidda
- ab 1852: Großherzogtum Hessen, Provinz Oberhessen, Kreis Schotten
- ab 1867: Norddeutscher Bund,[Anm. 4] Großherzogtum Hessen, Provinz Oberhessen, Kreis Schotten
- ab 1871: Deutsches Reich, Großherzogtum Hessen, Provinz Oberhessen, Kreis Schotten
- ab 1874: Deutsches Reich, Großherzogtum Hessen, Provinz Oberhessen, Kreis Schotten
- ab 1918: Deutsches Reich (Weimarer Republik), Volksstaat Hessen, Provinz Oberhessen, Kreis Schotten
- ab 1938: Deutsches Reich, Volksstaat Hessen, Landkreis Büdingen[17][Anm. 5]
- ab 1945: Amerikanische Besatzungszone,[Anm. 6] Groß-Hessen, Regierungsbezirk Darmstadt, Landkreis Büdingen
- ab 1946: Amerikanische Besatzungszone, Hessen, Regierungsbezirk Darmstadt, Landkreis Büdingen
- ab 1949: Bundesrepublik Deutschland, Hessen, Regierungsbezirk Darmstadt, Landkreis Büdingen
- ab 1971: Bundesrepublik Deutschland, Hessen, Regierungsbezirk Darmstadt, Landkreis Büdingen, Stadt Schotten
- ab 1972: Bundesrepublik Deutschland, Hessen, Regierungsbezirk Darmstadt, Vogelsbergkreis, Stadt Schotten
- ab 1981: Bundesrepublik Deutschland, Hessen, Regierungsbezirk Gießen, Vogelsbergkreis, Stadt Schotten

### Gerichte seit 1803
In der Landgrafschaft Hessen-Darmstadt wurde mit Ausführungsverordnung vom 9. Dezember 1803 das Gerichtswesen neu organisiert. Für die Provinz Oberhessen wurde das Hofgericht Gießen als Gericht der zweiten Instanz eingerichtet. Die Rechtsprechung der ersten Instanz wurde durch die Ämter bzw. Standesherren vorgenommen und somit war für Götzen das Amt Schotten zuständig. Nach der Erhebung der Landgrafschaft zum Großherzogtum wurden die Aufgaben der ersten Instanz 1821–1822 im Rahmen der Trennung von Rechtsprechung und Verwaltung auf die neu geschaffenen Land- bzw. Stadtgerichte übertragen. Götzen fiel in den Gerichtsbezirk des „Landgerichts Schotten“.
Anlässlich der Einführung des Gerichtsverfassungsgesetzes mit Wirkung vom 1. Oktober 1879, infolge derer die bisherigen großherzoglichen Landgerichte durch Amtsgerichte an gleicher Stelle ersetzt wurden, während die neu geschaffenen Landgerichte nun als Obergerichte fungierten, kam es zur Umbenennung in „Amtsgericht Schotten“ und Zuteilung zum Bezirk des Landgerichts Gießen.
Mit Wirkung zum 1. Juli 1968 erfolgte die Auflösung des Amtsgerichts Schotten und Götzen kam zum Gerichtsbezirk des Amtsgerichts Nidda. Zum 1. Januar 2012 wurde auch das Amtsgericht Nidda gemäß Beschluss des hessischen Landtags aufgelöst und Götzen dem Amtsgericht Büdingen zugeteilt.

## Bevölkerung

### Einwohnerstruktur 2011
Nach den Erhebungen des Zensus 2011 lebten am Stichtag dem 9. Mai 2011 in Götze 294 Einwohner. Darunter waren 6 (2,0 %) Ausländer.
Nach dem Lebensalter waren 45 Einwohner unter 18 Jahren, 126 zwischen 18 und 49, 72 zwischen 50 und 64 und 54 Einwohner waren älter.
Die Einwohner lebten in 111 Haushalten. Davon waren 21 Singlehaushalte, 33 Paare ohne Kinder und 36 Paare mit Kindern, sowie 15 Alleinerziehende und 3 Wohngemeinschaften. In 18 Haushalten lebten ausschließlich Senioren und in 72 Haushaltungen lebten keine Senioren.

### Einwohnerentwicklung
| • 1791: | 207 Einwohner                      |
| • 1800: | 202 Einwohner                      |
| • 1806: | 238 Einwohner, 44 Häuser           |
| • 1829: | 255 Einwohner, 46 Häuser           |
| • 1867: | 250 Einwohner, 42 bewohnte Gebäude |
| • 1875: | 209 Einwohner, 40 bewohnte Gebäude |

| Götzen: Einwohnerzahlen von 1791 bis 2020 | Götzen: Einwohnerzahlen von 1791 bis 2020 | Götzen: Einwohnerzahlen von 1791 bis 2020 | Götzen: Einwohnerzahlen von 1791 bis 2020 | Götzen: Einwohnerzahlen von 1791 bis 2020 |
| --- | ----------------------------------------- | ----------------------------------------- | ----------------------------------------- | ----------------------------------------- |
| Jahr |                                           |                                           |                                           | Einwohner                                 |
| 1791 | 1791                                      |                                           | 207                                       | 207                                       |
| 1800 | 1800                                      |                                           | 202                                       | 202                                       |
| 1806 | 1806                                      |                                           | 238                                       | 238                                       |
| 1829 | 1829                                      |                                           | 255                                       | 255                                       |
| 1834 | 1834                                      |                                           | 325                                       | 325                                       |
| 1840 | 1840                                      |                                           | 277                                       | 277                                       |
| 1846 | 1846                                      |                                           | 286                                       | 286                                       |
| 1852 | 1852                                      |                                           | 247                                       | 247                                       |
| 1858 | 1858                                      |                                           | 292                                       | 292                                       |
| 1864 | 1864                                      |                                           | 246                                       | 246                                       |
| 1871 | 1871                                      |                                           | 236                                       | 236                                       |
| 1875 | 1875                                      |                                           | 209                                       | 209                                       |
| 1885 | 1885                                      |                                           | 196                                       | 196                                       |
| 1895 | 1895                                      |                                           | 216                                       | 216                                       |
| 1905 | 1905                                      |                                           | 216                                       | 216                                       |
| 1910 | 1910                                      |                                           | 212                                       | 212                                       |
| 1925 | 1925                                      |                                           | 237                                       | 237                                       |
| 1939 | 1939                                      |                                           | 232                                       | 232                                       |
| 1946 | 1946                                      |                                           | 306                                       | 306                                       |
| 1950 | 1950                                      |                                           | 301                                       | 301                                       |
| 1956 | 1956                                      |                                           | 268                                       | 268                                       |
| 1961 | 1961                                      |                                           | 279                                       | 279                                       |
| 1967 | 1967                                      |                                           | 297                                       | 297                                       |
| 1970 | 1970                                      |                                           | 288                                       | 288                                       |
| 1980 | 1980                                      |                                           | ?                                         | ?                                         |
| 1990 | 1990                                      |                                           | ?                                         | ?                                         |
| 2004 | 2004                                      |                                           | 352                                       | 352                                       |
| 2010 | 2010                                      |                                           | 321                                       | 321                                       |
| 2011 | 2011                                      |                                           | 294                                       | 294                                       |
| 2015 | 2015                                      |                                           | 290                                       | 290                                       |
| 2020 | 2020                                      |                                           | 294                                       | 294                                       |
| Datenquelle: Historisches Gemeindeverzeichnis für Hessen: Die Bevölkerung der Gemeinden 1834 bis 1967. Wiesbaden: Hessisches Statistisches Landesamt, 1968. Weitere Quellen: LAGIS; Einwohnerzahlen nach 2000:; Zensus 2011 |                                           |                                           |                                           |                                           |

### Historische Religionszugehörigkeit
| • 1829: | 255 evangelische (= 100 %) Einwohner                               |
| • 1961: | 247 evangelische (= 88,53 %), 32 katholische (= 11,47 %) Einwohner |

### Politik
Für Götzen besteht ein Ortsbezirk (Gebiete der ehemaligen Gemeinde Götzen) mit Ortsbeirat und Ortsvorsteher nach der Hessischen Gemeindeordnung.
Der Ortsbeirat besteht aus neun Mitgliedern. 
Bei den Kommunalwahlen in Hessen 2021 betrug die Wahlbeteiligung 61,39 %. Alle Kandidaten gehören der „Bürgerliste Götzen“ an. Der Ortsbeirat wählte Wolfgang Rühl zum Ortsvorsteher.

## Naturdenkmal Götzener Linde

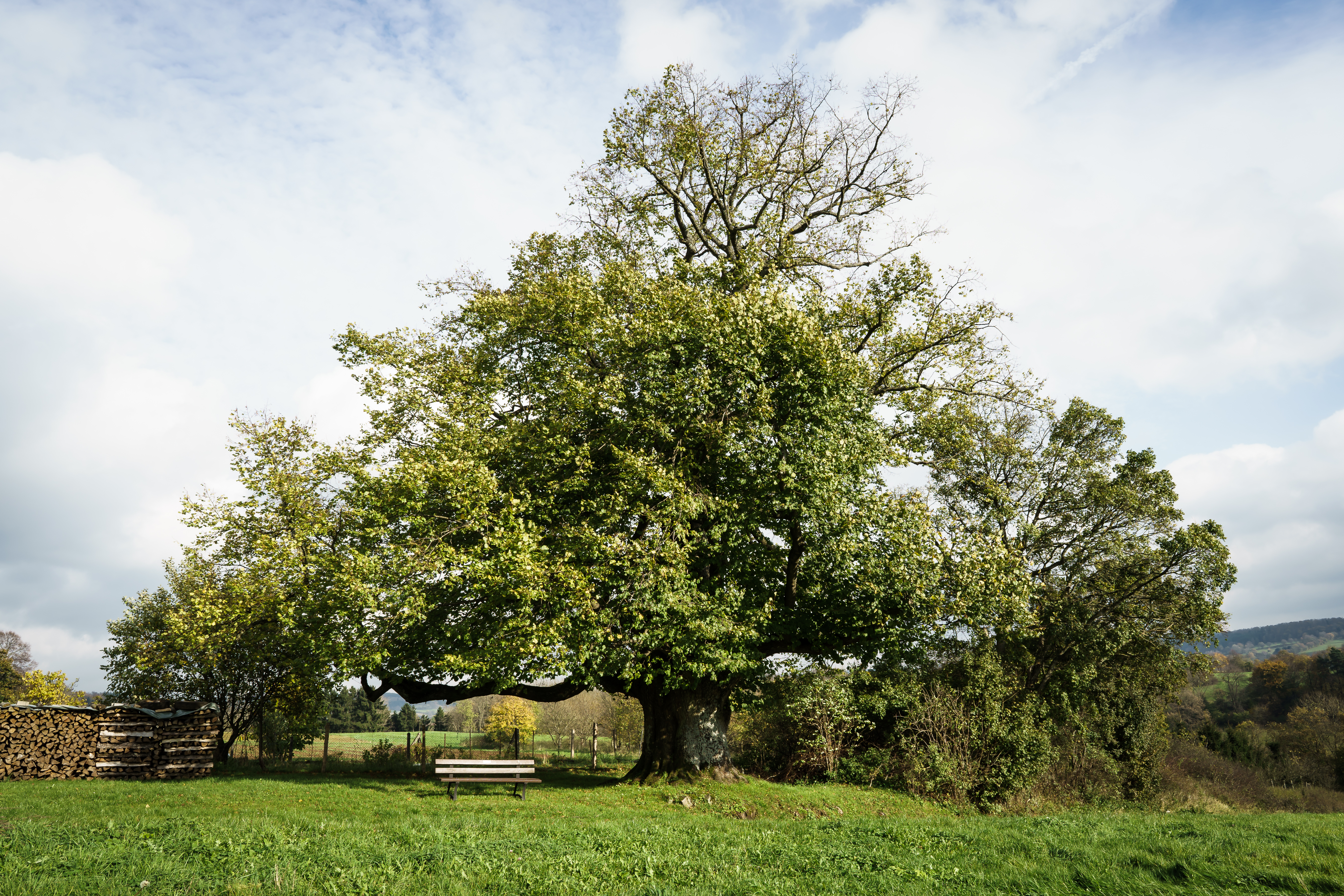
Götzener Linde

Die Götzener Linde steht als Einzelbaum auf einer Wiese außerhalb des Orts, am Tiefenweg nahe beim östlichen Dorfrand. Die als Naturdenkmal ausgewiesene und in die Liste markanter und alter Baumexemplare in Deutschland eingetragene Sommerlinde zeigt eine imponierende, pyramidenförmig aufgebaute und sehr ausladende Krone. Schon in geringer Höhe zweigen mächtige Hauptäste waagrecht vom Baum ab und bilden einen breiten Schirm. Vom weiterführenden, kräftigen Mittelstamm zweigen in mehreren Stufen weitere, horizontale Astkränze ab, die der Linde zu ihrem prachtvollen Aussehen verhelfen. Der Grundstamm ist im oberen Bereich geborsten und teilweise hohl. Er wird dort durch eingebrachte Metallstangen stabilisiert. Der Umfang des Baumes, gemessen in Brusthöhe, beträgt 6,15 m. Er erreicht eine Höhe von ca. 20 m. Das Alter des Baumveterans wird mit 250–300 Jahren angegeben.

## Infrastruktur

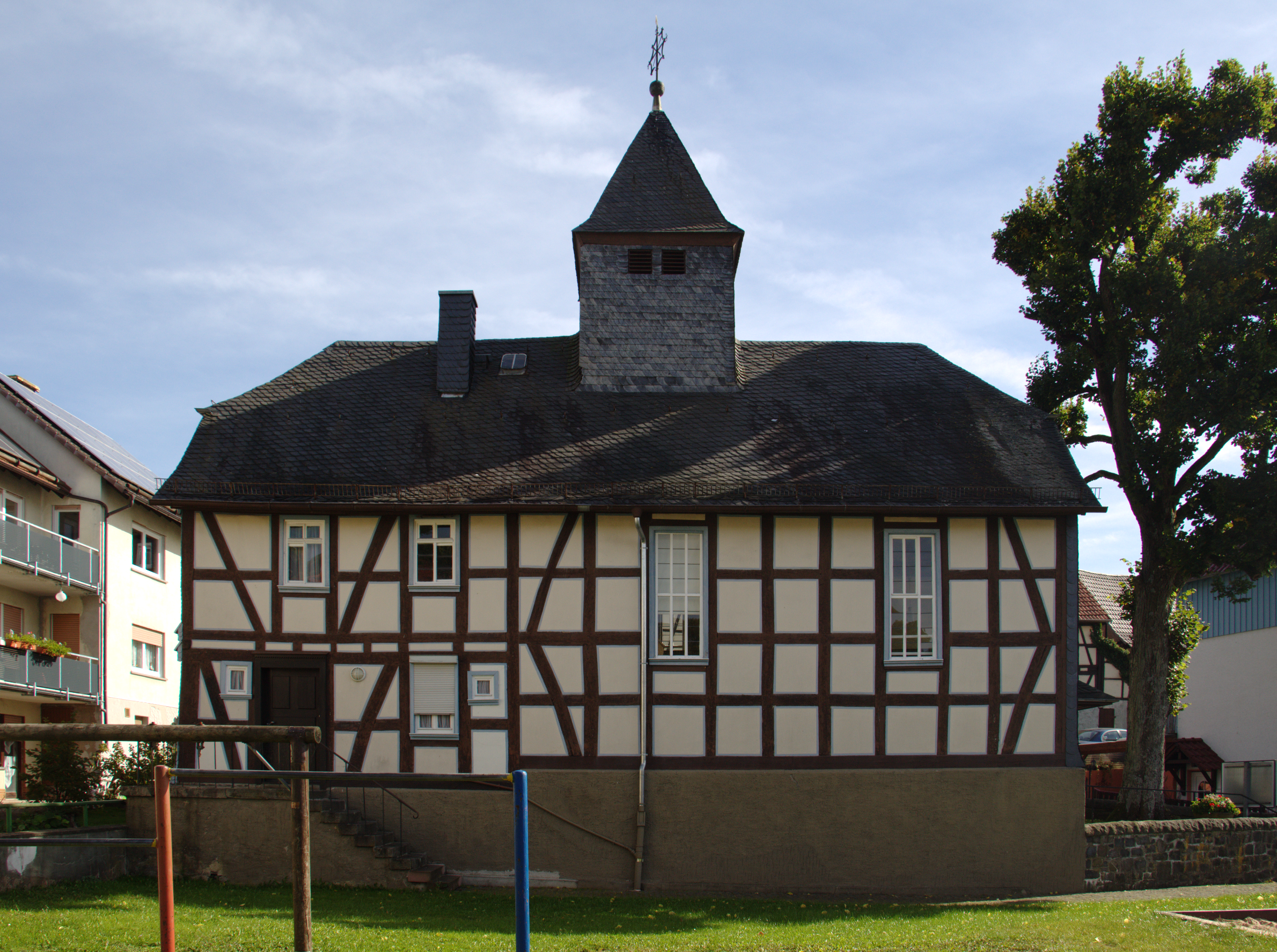
Evangelische Kirche in Götzen (ehemalige Friedhofskapelle des alten Stadtfriedhofs von Schotten; 1827 nach Götzen versetzt)

In der Liste der Kulturdenkmäler in Schotten sind für Götzen sieben einzelne unter Denkmalschutz stehende Kulturdenkmäler aufgeführt.
Im Ort gibt es
- eine evangelische Fachwerkkirche
- ein Dorfgemeinschaftshaus, die frühere Schule
- ein Feuerwehrhaus
- ein Backhaus
- einen Kinderspielplatz
- ein Schützenhaus
- einen Sportplatz
- eine Grillhütte

An Götzen grenzt der Schottenring, auf dem von 1925 bis 1955 das Rennen Rund um Schotten ausgetragen wurde.